# Pseudophoenix ekmanii
Espèce
Statut de conservation UICN

 CR B1+2c : 
En danger critique
Pseudophoenix ekmanii est une espèce de plantes de la famille des Arecaceae.

## Publication originale
- Kongliga Svenska Vetenskaps Academiens Handlingar, Ny Följd 6: 19, t. 3a. 1929.